# Лейн, Хью
Хью Перси Лейн (англ. Hugh Percy Lane, Sr.; 9 ноября 1875, Болибрэк, Корк (графство), Ирландия — 7 мая 1915, Атлантический океан, у юго-западного побережья Ирландия) — ирландский искусствовед и собиратель живописи, известный своей уникальной коллекцией картин импрессионистов, а также огромной роли в создании Муниципальной галереи (англ.) (впоследствии получившей его имя), первой из известных общественных галерей современного искусства в мире. Погиб в море в возрасте 39 лет на борту гражданского парохода RMS «Lusitania», потопленного немецкой подводной лодкой SM U-20.

## Биография

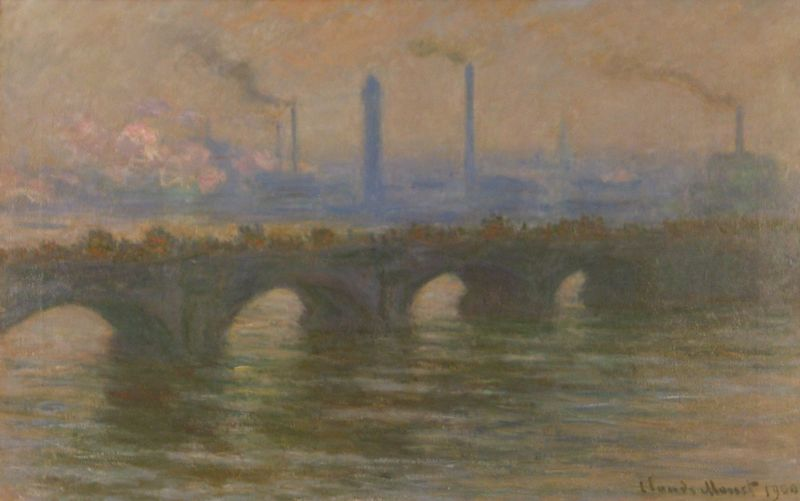
Клод Моне. Мост Ватерлоо. 1900
Холст, масло 65 × 100 см. Муниципальная галерея Хью Лейн, Дублин

Сэр Хью Перси Лейн родился 9 ноября 1875 в Болибрэке, графство Корк, Ирландия. Вырос в Корнуолле, Англия, и здесь же начал карьеру как ученик живописца-реставратора. С 1893 практиковался, работая в художественных галереях в Лондоне, и уже к 1898 году стал успешным арт дилером, основав собственное дело в Лондоне и даже был советником галерей Иоганнесбурге и Кейптауна в Южной Африке.

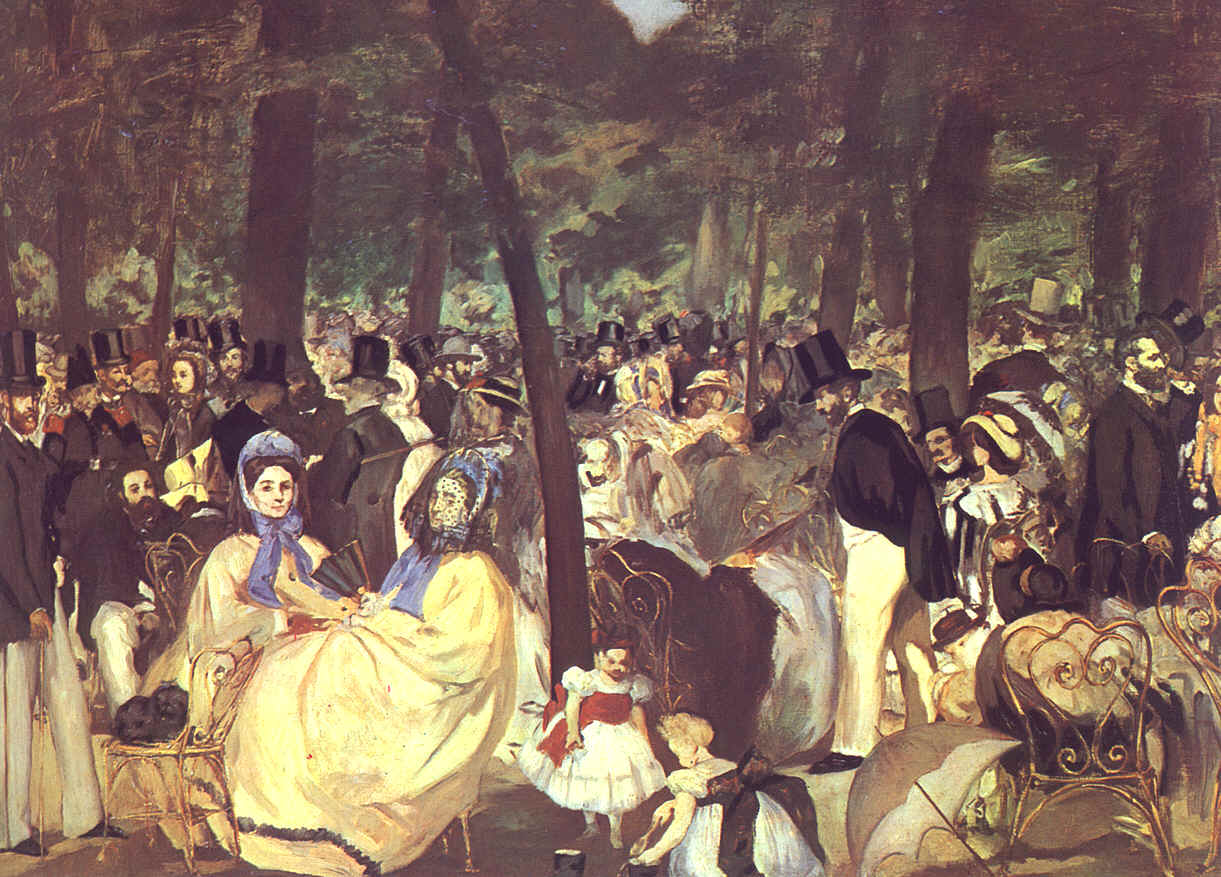
«Музыка в саду Тюильри» (1862) Эдуара Мане
Это одна из тридцати девяти картин, переданная по завещанию Хью Лейна 1917 года в распоряжение Национальной галереи в Лондоне.

Регулярно нанося визиты в дом его тётки, писателя и культурного организатора Леди Григори в графстве Голуэй, он приобрёл репутацию в социальной среде, в которой сформировалось ядро Ирландского Ренессанса в первые десятилетия XX-го столетия.
Лейн стал одним из лидеров среди собирателей и дилеров, работающих с картинами импрессионистов в Европе.
В июне 1909 Лейн был возведён в рыцарское звание «за заслуги перед искусством Ирландии».
В январе 1908, во временном помещении на Харкорт Стрит в Дублине открылась Муниципальная галерея современного искусства (англ.). В 1914-м Лейн был назначен её директором. В числе выдающихся шедевров, купленных им для новой галереи были «La Musique aux Tuileries» (англ.) Эдуарда Мане, «Sur La Plage» Эдгара Дега, Зонтики (картина Ренуара) (англ.) Огюста Ренуара и «La Cheminée» Эдуара Вюйара.
Но ему не суждено было увидеть открытия новой галереи в постоянном здании. Он погиб в числе 1198 пассажиров гражданского парохода «Лузитания» 7 мая 1915 у западного побережья графства Корк, после того, как капитан немецкой подводной лодки U20 приказал атаковать лайнер торпедами.

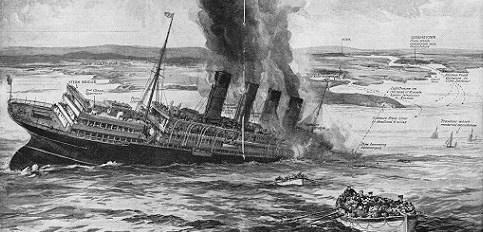
Гибнущая «Лузитания»
Иллюстрация 1915 года

Галерея, носящая имя «Хью Лейн» (англ.), в 2005 году расширенная, располагается теперь на площади Парнелл, в центре Дублина.

## Споры о наследстве
По раннему завещанию коллекция картин, принадлежащих Лейну, после его смерти должна была перейти в распоряжение Лондонской Национальной галереи. Но по более позднему завещанию (впрочем, юридически не зарегистрированному) — Дублину. По итогам длящихся уже целое столетие трудных переговоров (в которых на раннем этапе на стороне Дублина участвовала тётка Хью Лейна, писательница Леди Григори), 31 из 39 спорных картин остались в Ирландии.
Оставшиеся 8 в 1993 разделили на 2 группы, так, чтобы по 4 картины на каждые 6 лет перемещались на временное экспонирование в Дублин.
В 2008 Национальная галерея в Лондоне способствовала тому, чтобы коллекция Хью Лейна была показана в Дублине — впервые — целиком. Это произошло в 2013-м.

## Литература

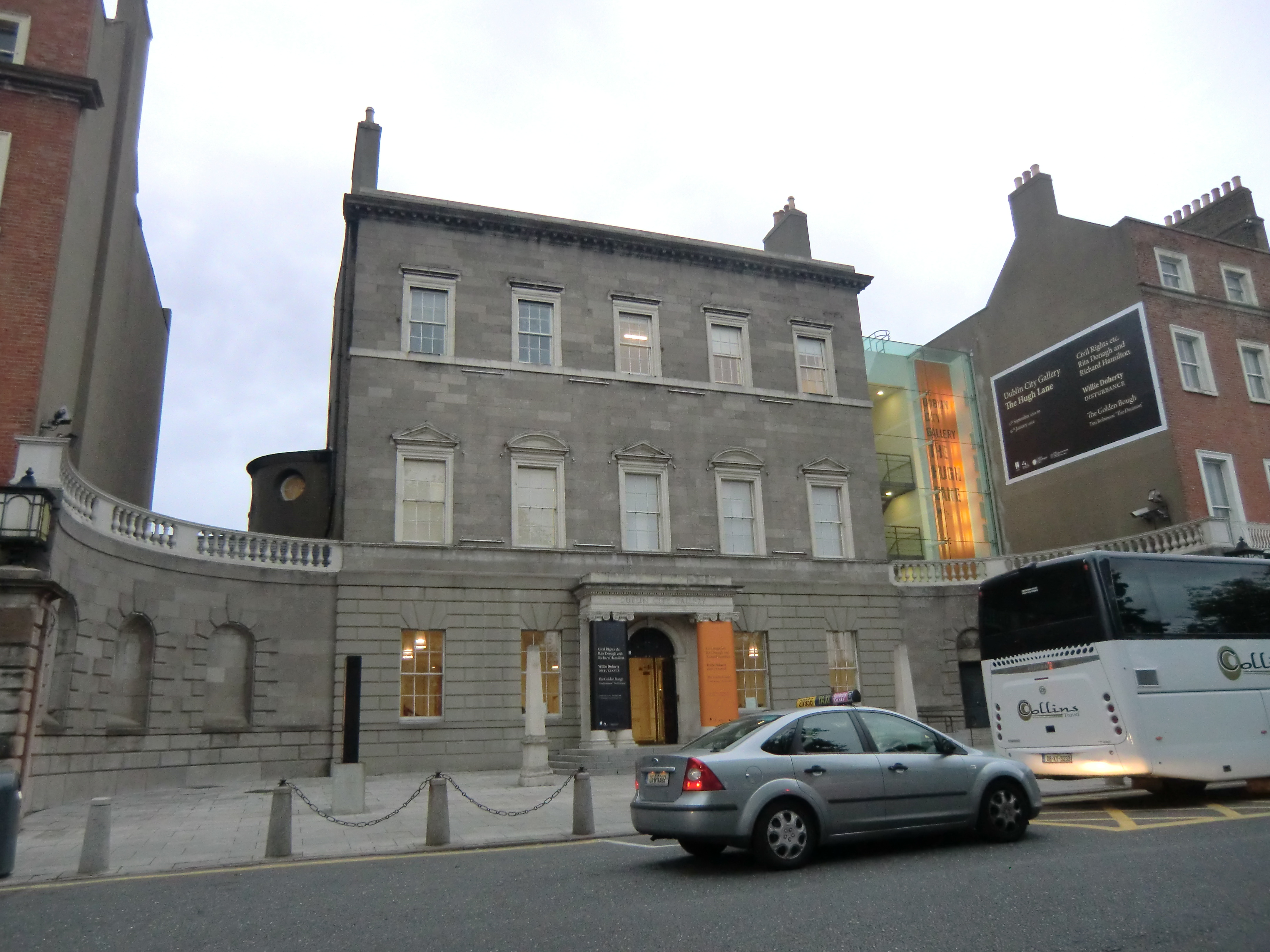
Главный вход Муниципальной галереи Хью Лейн, Дублин, 2011